# هيكتور لوبيز
هيكتور لوبيز (بالإسبانية: Héctor López)‏ (17 سبتمبر 1971 في إسبانيا - ) هو لاعب كرة طائرة إسبانيا. شارك في الألعاب الأولمبية الصيفية 1992.

## وصلات خارجية
- هيكتور لوبيز على موقع أوليمبيديا (الإنجليزية)